# 薩梅格雷洛-上斯瓦內蒂大區
萨梅格雷洛-上斯瓦内蒂（羅馬化：Samegrelo-Zemo Svaneti），又译为薩梅格列羅-上斯瓦涅季亞，是格魯吉亞西北部的一個大区，区府为祖格迪迪。面積7,468平方公里，2021年人口数量为308,358人。该大区由薩梅格雷洛和上斯瓦内蒂历史地区组成，与俄罗斯及阿布哈兹接壤。

## 行政区划
该大区包括9个市镇（其中一个为城市）。这些市镇内共有143个行政社区，共包括531个聚居地：
- 8个城镇：阿巴沙、霍比、馬爾特維利、波蒂、季瓦里、祖格迪迪、塞納基、察倫吉哈
- 两个小镇：梅斯蒂亞、奇霍羅茨庫
- 521个村庄

| 地图           | 市镇 |
| -------------- | ---- |
|                |      |
| 波蒂市         |      |
| 阿巴沙市鎮     |      |
| 祖格迪迪市鎮   |      |
| 馬爾特維利市鎮 |      |
| 梅斯蒂亞市鎮   |      |
| 塞納基市鎮     |      |
| 奇霍羅茨庫市鎮 |      |
| 察倫吉哈市鎮   |      |
| 霍比市鎮       |      |